# 齊德利納河畔赫盧梅茨

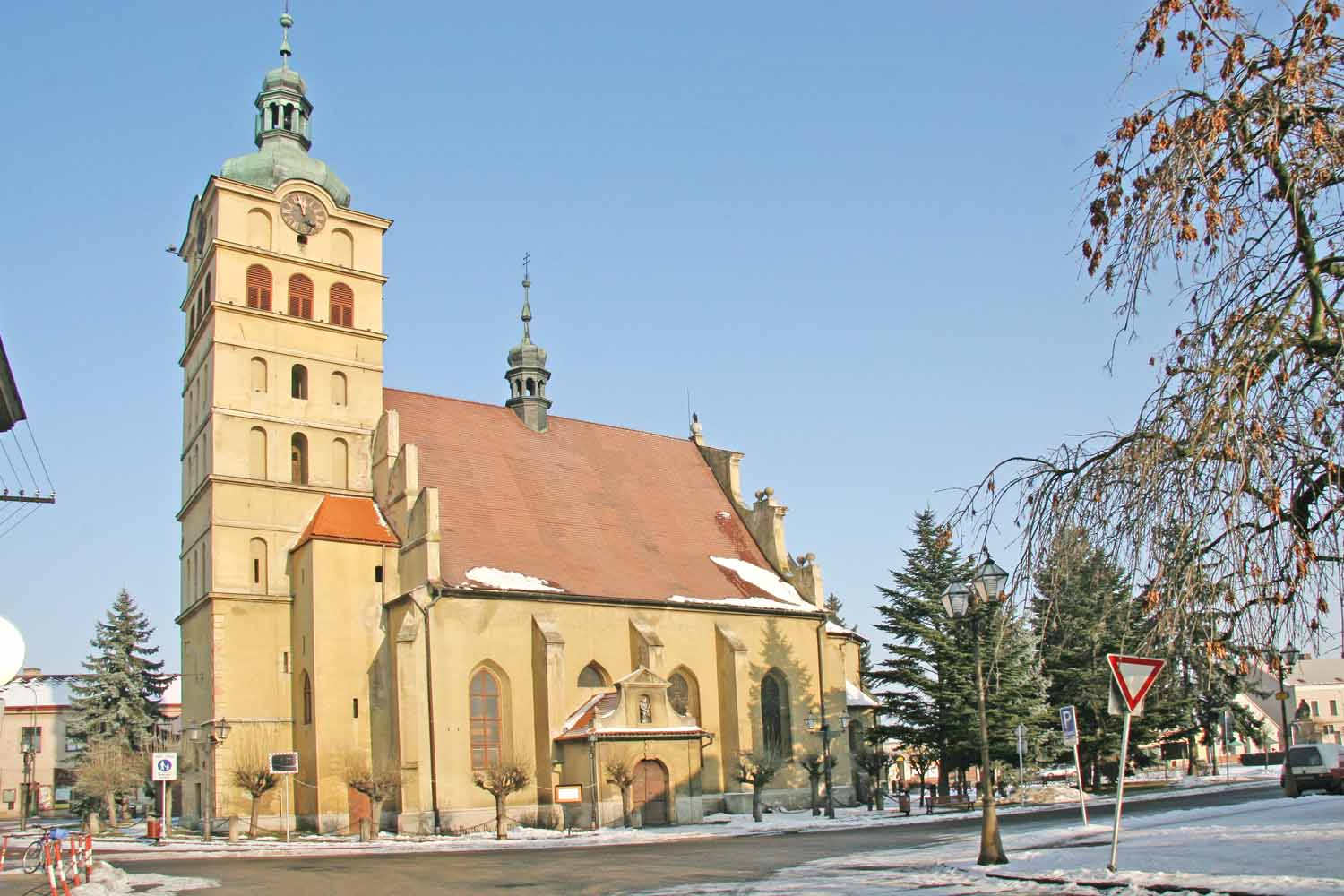

齊德利納河畔赫盧梅茨是捷克的城鎮，位於該國北部齊德利納河畔，由赫拉德茨-克拉洛韋州負責管轄，面積21.43平方公里，海拔高度223米，2012年人口5,372。

## 外部連結
- （捷克文） Municipal website